# Пістолет

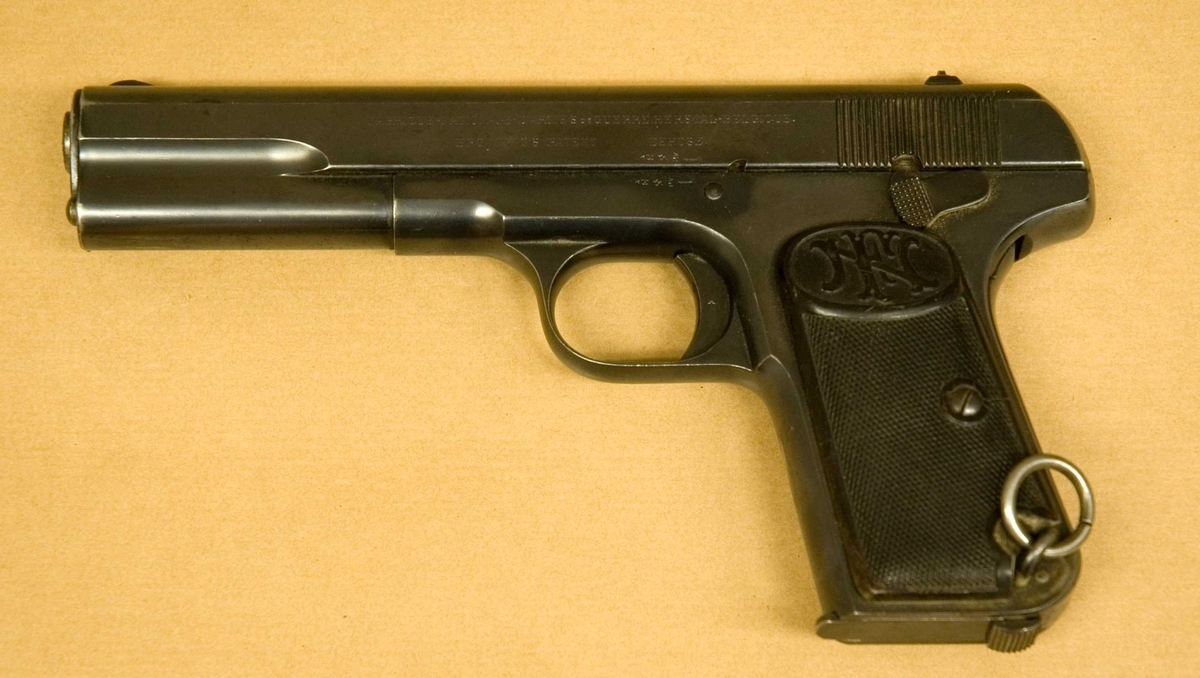
FN Model 1903

Пістоле́т, заст. пісто́ль (фр. pistolet, зменшувальне від pistole) — вид ручної вогнепальної зброї для стрільби однією рукою. Пістолет походить від рушниці і є полегшеним її варіантом, що характеризується коротшим стволом і ложем, котре мало своєрідне завершення у вигляді нахиленого до низу руків'я. Для зручності утримування та витягання з кобури руків'я закінчувалось стовщенням («яблуком»). Наприкінці XIX століття з'явилися самозарядні пістолети: їхнє порожнисте руків'я слугує магазином для набоїв. Вдосконалення самозарядних пістолетів призвело до появи автоматичних пістолетів і пістолетів-кулеметів.

## Назва

Колісцевий пістоль кінця XVI ст.

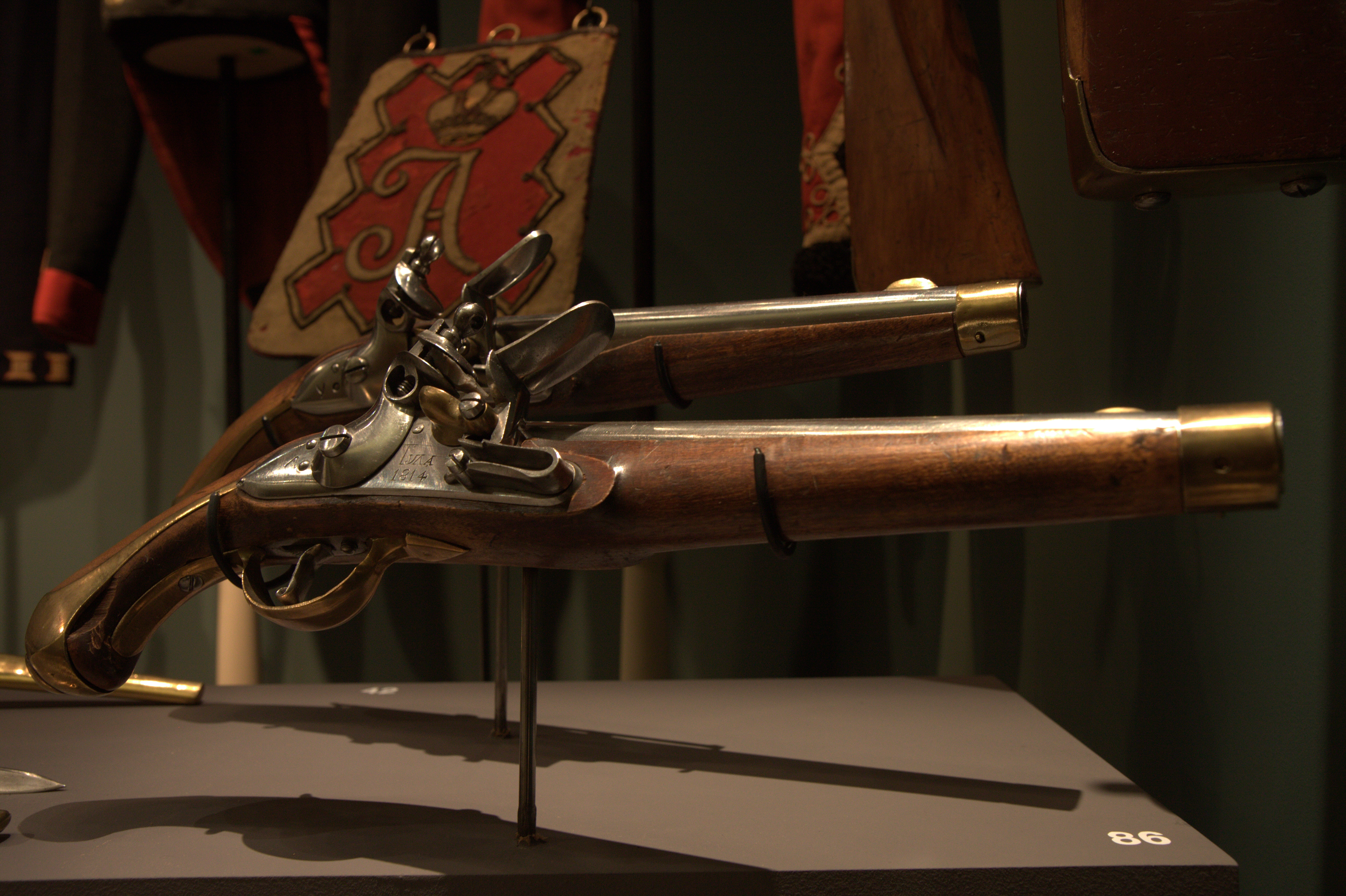
Кременеві кавалерійські пістолети. 1809 р.

Слово пістолет запозичене з французької мови: фр. pistolet, pistole походить від чеськ. píšťala — «пищаль», «дудка». У чеських джерелах згадки цього слова належать до 1420-х років, тобто до періоду гуситських воєн. Менш переконлива версія, що пов'язує його з назвою міста Пістоя (pistolese — «з Пістої»), де короткоствольну вогнепальну зброю стали виготовляти з 1540-х років (але перше задокументоване вживання італ. pistola щодо короткоствольної зброї належить тільки до 1605 р.).

## Історія

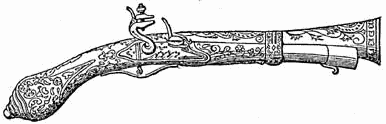
Пістоль XVII століття для стрільби дробом.

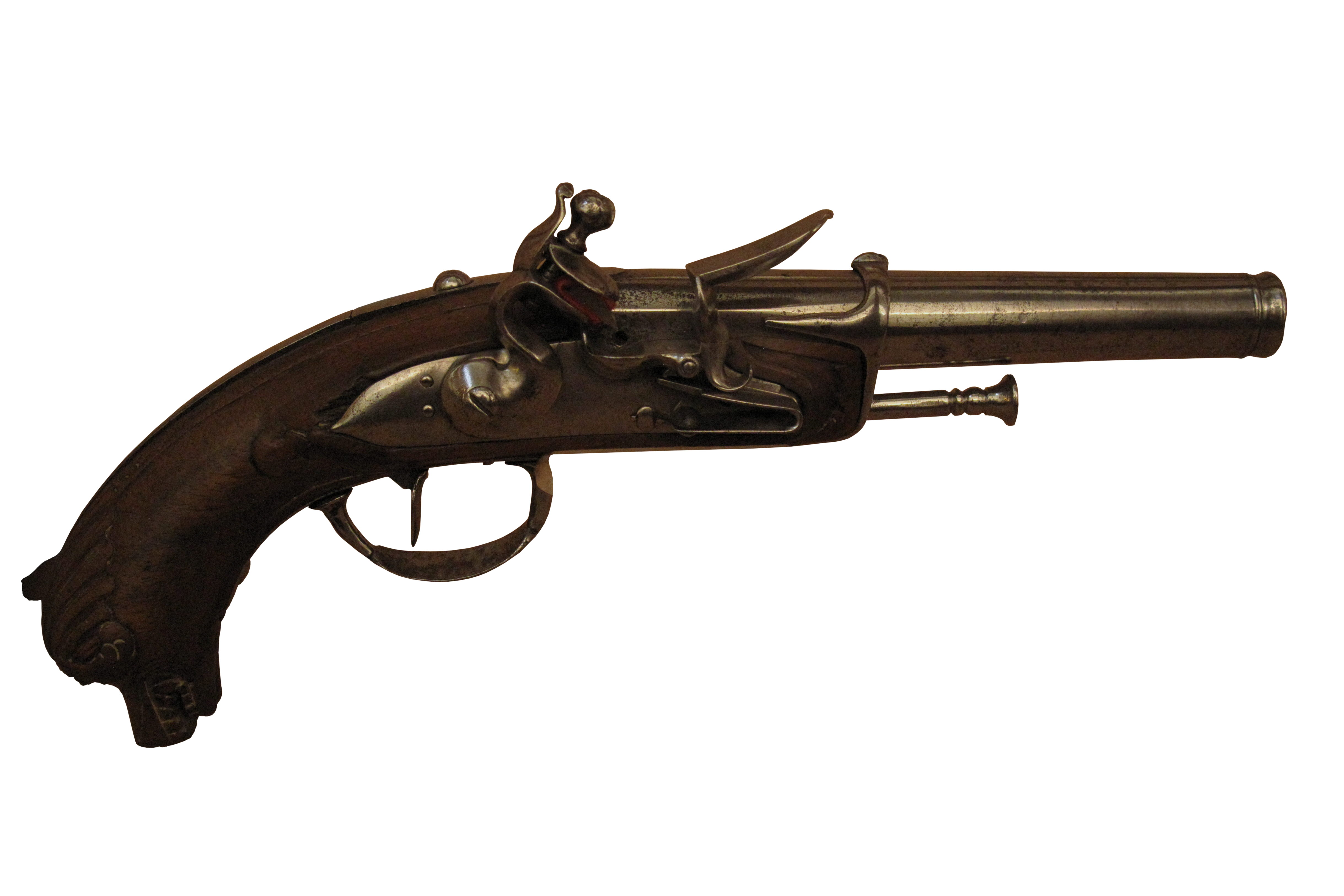
Французький морський пістолет «Морський пес», XVIII ст.

Час винайдення пістолета невідомий. У Військовій енциклопедії Ситіна припускалося, що пістолети могли виготовляти ще в 1364 р. у Перуджі, але підтверджень тому нема. За легендою, перший пістолет був сконструйований кавалерійським офіцером Себастьєном де Корбіоном на початку XVI ст. шляхом вкорочення аркебузи (отримавши назву Pistollet на честь міста Пістоя). Інші джерела приписують винахід італійському зброяру К. Вітеллі (Caminelleo Vitelli), що розробив перший пістолет бл. 1540 року. Тим не менш, перші згадки щодо бойового застосування пістолетів належать тільки до 1554 р. (битва при Ранті під час Італійської війни 1551—1559 рр.). Менша вага і вкорочений ствол уможливлювали тримати зброю однією рукою без упирання в плече, роблячи пістоль зручним для озброєння вершників. У ранніх пістолях використовувались ґнотові замки, аналогічні тим, що були на аркебузах. Близько 1500 р. винайдено коліщатий замок, що виявився зручнішим і надійнішим, хоча й дорожчим за ґнотовий. Дозволити собі колісцеві пістолі могли тільки заможні вояки, тому ними озброювалися кірасири й рейтари, а в піхоті вони були доступні лише офіцерам-дворянам. Перші пістолі виконувалися довгими й нагадували короткі рушниці без приклада (у XV—XVI століттях кіннота використовувала й короткі рушниці-петриналі), потім вони дещо вкорочуються. Для збільшення кількості зарядів деякі пістолі роблять двоствольними (і навіть з більшим числом стволів), на основі одноствольних пістолів пробують створювати й комбіновану зброю, додаючи до них лезо сокирки або кинджала. У XVII ст. з'являється кременевий замок, і відтоді пістолети стають переважно кременевими. У XIX ст. розробляють і дульнозарядні пістолети з капсульним замком.
Сам пістолет XV—XIX століть умовно можна поділити на руків'я, казенну частину та ствол.
Головною складовою казенної частини є замок, кременевий тип якого має такі складові деталі:
- 1 — замочна дошка, на котрій все кріпиться;
- 2 — курок, який складається з близько 5 елементів;
- 3 — бойова пружина, що має два «пера»;
- 4 — підкресальна двоперова пружина;
- 5 — поличка для пороху;
- 6 — кресало;
- 7 — бічна планка для кріплення полички—кресала—курка;
- 8 — пластинчата спускова пружина;
- 9 — кутник жорсткості куркової осі;
- 10 — спуск (2-колінчастий).

Ствол пістолета міг мати як круглу, так і багатогранну поверхню (як правило — 8 граней). Кріпився ствол до дерев'яного (іноді залізного) ложа за допомогою металевих обіймиць (кілець чи пластин). На стволі, як правило, мав бути приціл (але це не було обов'язковим), котрий складається з мушки і намушника. Мушка розміщається поблизу ствольного отвору нагорі ствола, а намушник — на хвостовику. Іноді мушка могла бути відсутня і її заміщав верхній край отвору ствола.
Товщина ствола є різною і коливається у межах 20-35 мм (казенна частина) та 15-20 мм (ствольний отвір). Іноді зустрічаються різновиди пістолів, у котрих навпаки ширшою є кінцівка ствольного отвору (майже вдвічі), прототипом котрих є мушкетон. Такі пістолі застосовували для стрільби картеччю (як і відповідні рушниці).
Довжина ствола також є різноманітною і коливається в межах 200—400 мм. Вага пістолета коливалась у межах 1 кг (вага ствола 300—600 гр).
Ствол виробляли з високоякісної сталі. Особливо мали попит сталеві вироби із Німеччини та Дамаска.
Руків'я розташовувалося більш похило відносно ствола порівняно зі сучасними пістолетами. Потовщення-«яблуко» на кінці руків'я слугувало уражальним елементом у разі використовування пістолета як холодної зброї в рукопашній сутичці.

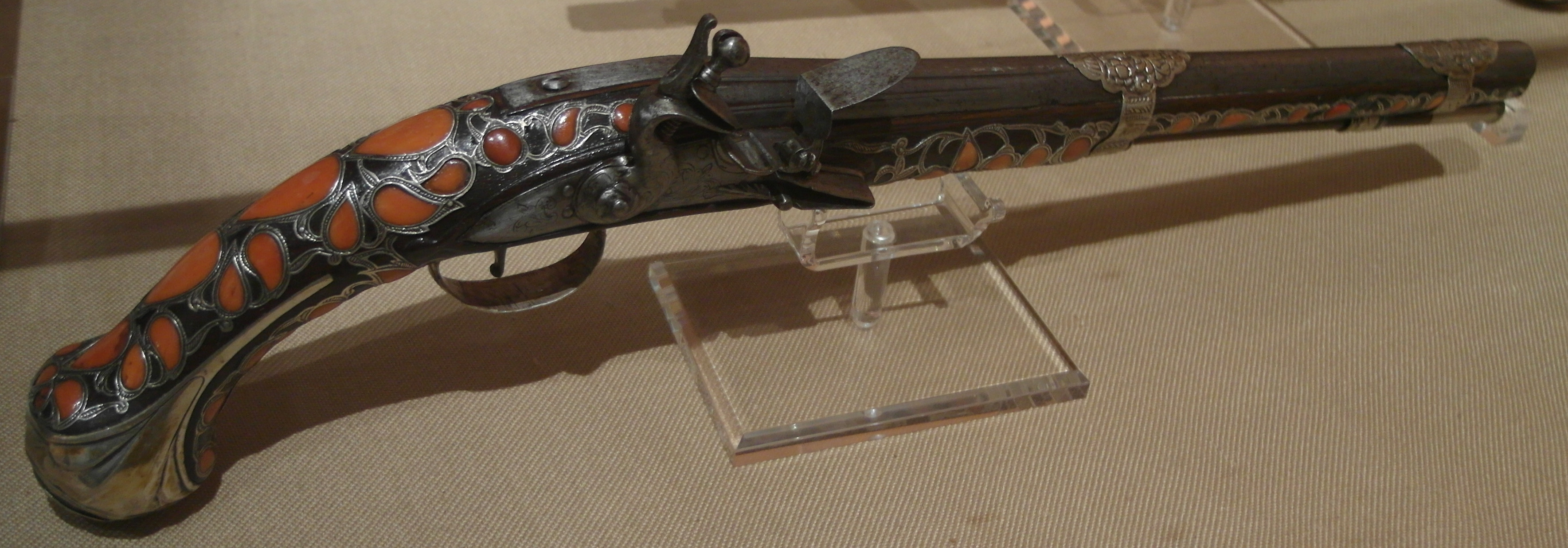
Турецький оздоблений пістоль XVII ст.

### В Україні
Поширені за козацької доби були як колісчаті, так і кременеві (пізніше) замки, за допомогою котрих здійснювалось запалення пороху, що і призводило до пострілу.
Пістолет як повноцінний різновид ручної вогнепальної зброї розвинувся в Західній Європі, звідки і походила значна частина стволів, котрими користувались козаки. Нарівні з цим значного поширення набули пістолети східного походження (османського, кримського, кавказького тощо).
Розвивалось зброярство і в Україні. Окрім бойового призначення, пістолети мали характер військово-парадної зброї, для чого багато прикрашались. Особливої уваги прикрашенню зброї надавали східні майстри. Вони використовували гравірування, чорніння, карбування та інкрустацію золотом і сріблом та коштовним камінням. Прикрашали як руків'я, так і стволи (в окремих випадках всю зовнішню поверхню, включаючи і замок). Особливо багато оздоблені пістолети вироблені Кубачинськими майстрами з Дагестану. Такими пістолетами часто користувались кубанські старшини і козаки протягом майже цілого 19 ст.

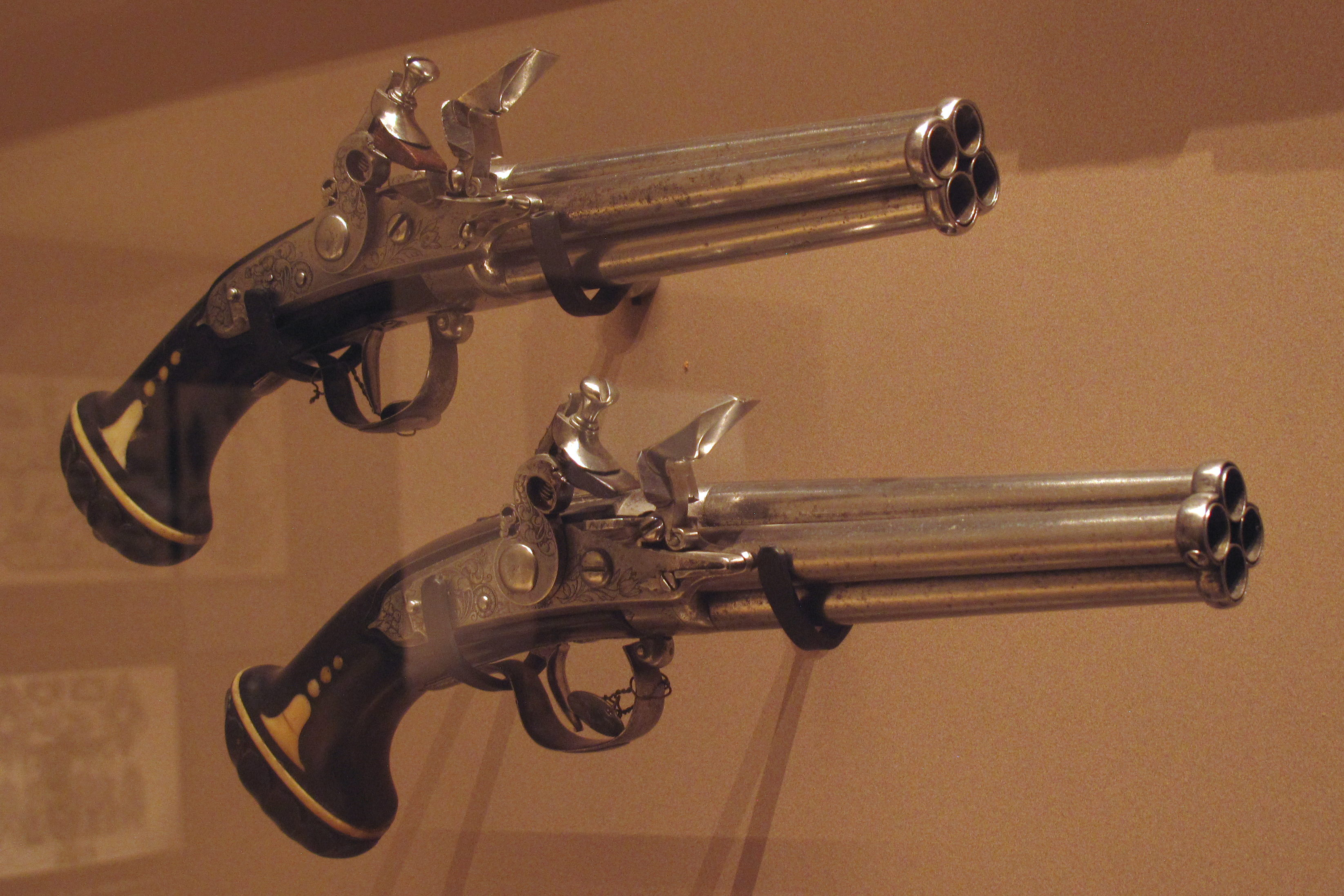
Пара чотириствольних пістолетів, бл. 1660 р.

Щодо стрілецької амуніції запорожців, то вони переважно носили за поясом по 2 пістолети і ще 2 — у «кобурах» при сідлі. Така кількість пістолетів свідчила про високий рівень вогневої сили як окремого козака, так і цілого козацького війська. Сам постріл з пістолета виконували переважно з однієї руки в різноманітних положеннях, включаючи і верхову їзду.

### Багатоствольні пістолети
Прагнення для підвищення швидкострільності привело до спроб створити пістоль з кількома стволами. Перші зразки таких пістолетів належать до XVI століття, причому існували конструкції як з нерухомим, так і з обертовим блоком стволів. На рубежі XVIII—XIX століть з'явилися короткоствольні «пеппербокси», що мали поширення до 1850-70 рр., тобто до появи револьверів.

### Комбіновані пістолети

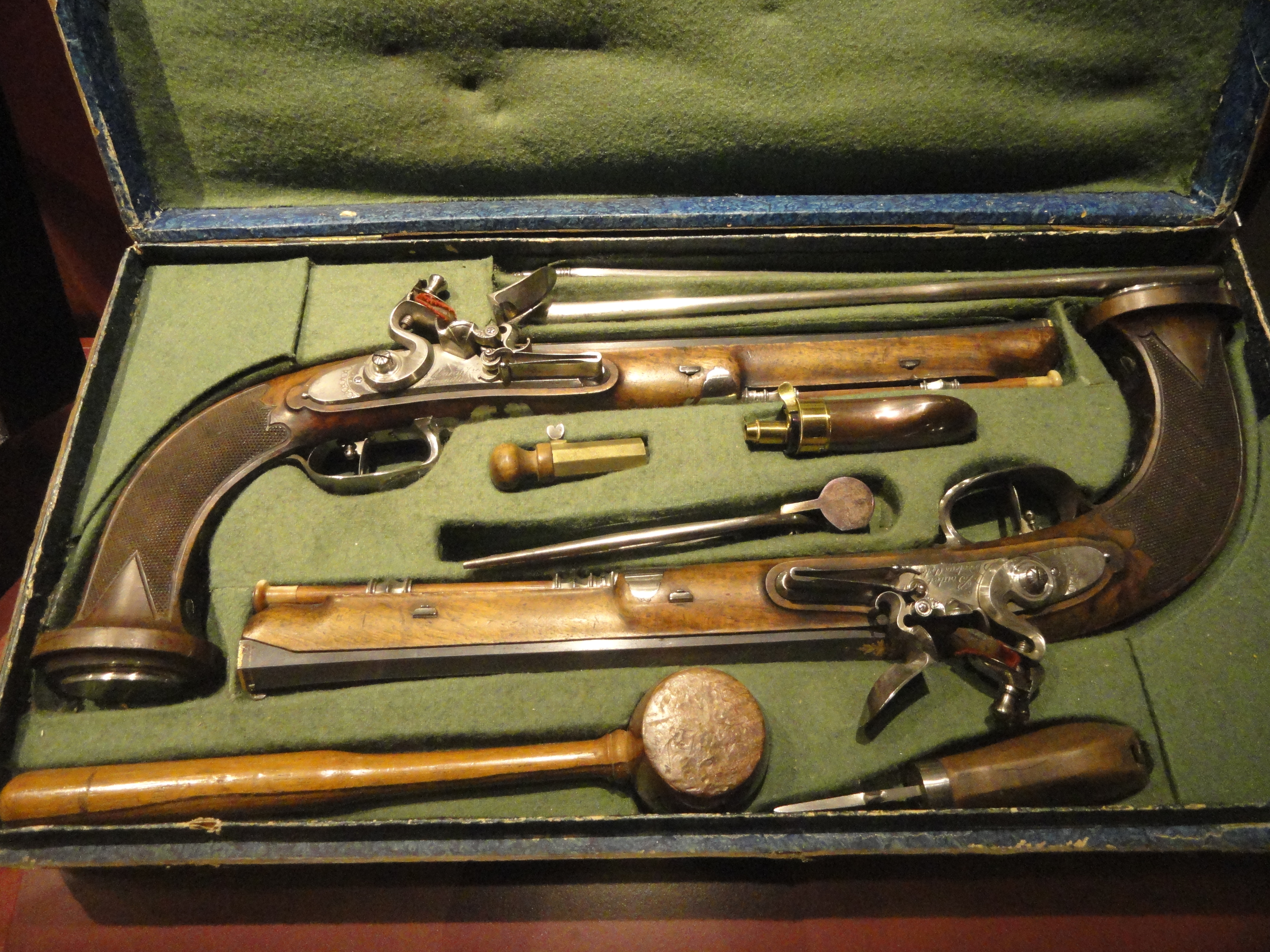
Набір дуельних пістолетів. Версаль, 1794—1797 рр.

Подібно рушницям, пістолети теж використовували як складову комбінованої зброї: поєднували їх з сокирками (крикет, шисгакель), шпагами і навіть булавами. Відомі зразки поєднання пістолета й з маленьким щитом-баклером.

### Дуельні пістолети
У XIX столітті пістолет витісняє шпагу як основну зброю дуелі. Аж до XX ст., вже після появи револьверів і самозарядних пістолетів на дуелях використовували однозарядні кременеві чи капсульні пістолети, заряджувані чорним порохом. Виготовлялися дуельні пістолети парами, зберігалися у спеціальному ящику разом з приладдям для заряджання і відливання куль. Кожен з дуелянтів приїздив зі своїм ящиком, потім жеребом визначали, чиєю парою стрілятись. Оскільки зброя обов'язково повинна була бути непристріляною, учасники мали присягнути, що пістолети доти ніколи не використовувалися.

### Револьвери

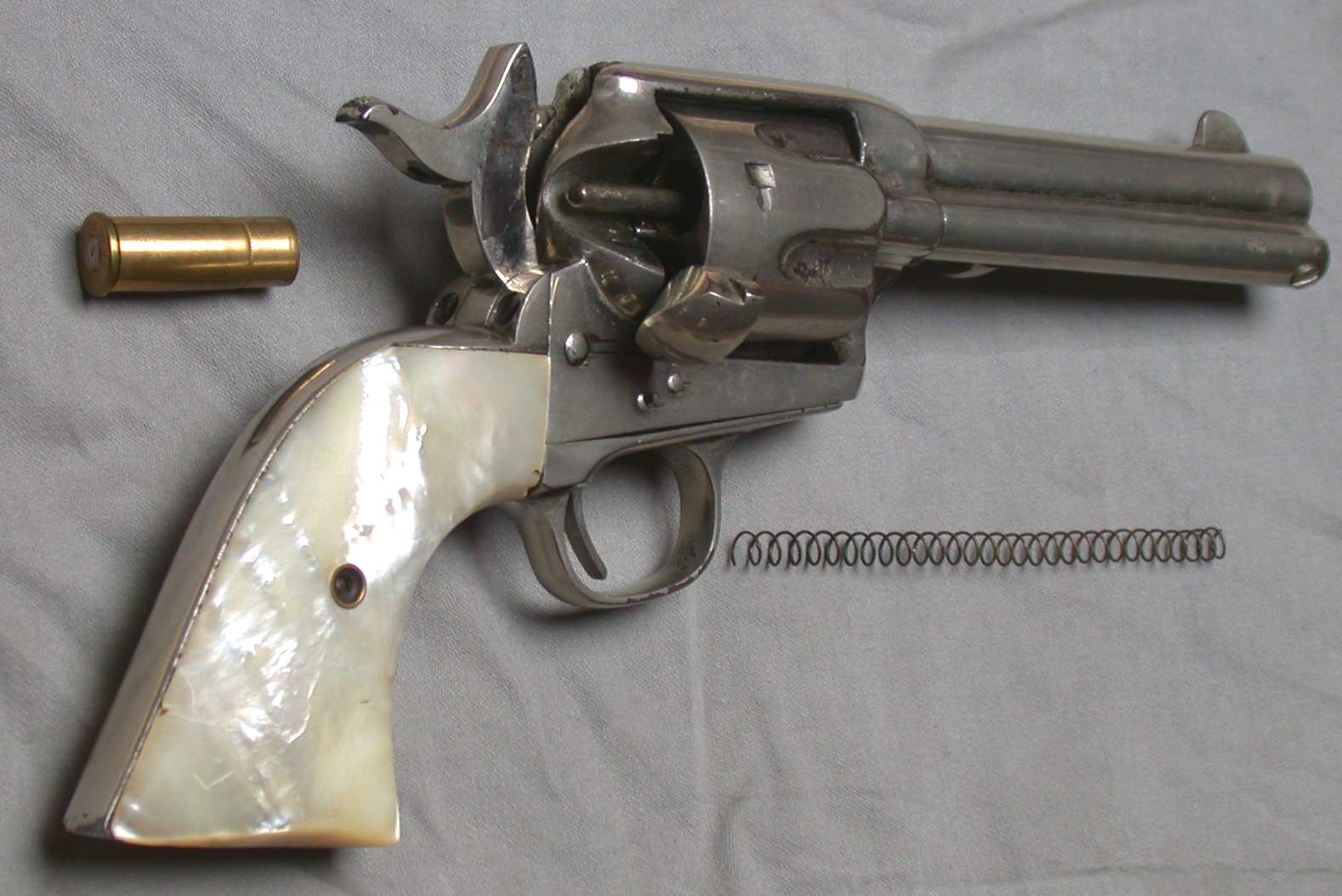
Револьвер «Кольт Миротворець» Модель 1873 року одинарної дії «New Model Army Metallic Cartridge Revolving Pistol»

Розвитком багатоствольних пістолетів стали револьвери. Ідея полягала в тім, щоб при єдиному стволі зробити кілька зарядних камор, розмістивши їх в обертовому барабані. Перші зразки револьверів з'явилися в XVI ст., але широкого розповсюдження він набув тільки з 30-х років XIX ст.: після створення С. Кольтом вдалої капсульної конструкції. Першим в історії вдалим револьвером став створений 1836 року Colt Paterson. Популярність здобув Colt Single Action Army («Миротворець»), що перебував на озброєнні у 1872-92 роках, а в цивільних варіантах випускається і донині. У Російській імперії з кінця XIX століття і в СРСР в 1920-40-х рр. перебував на озброєнні револьвер системи Нагана. У першу половину XX століття, як зброя армії револьвер поступово витіснений самозарядним пістолетом, але продовжує широко використовуватись як зброя самозахисту й зберігається на озброєнні поліції у деяких країнах.

### Самозарядні пістолети

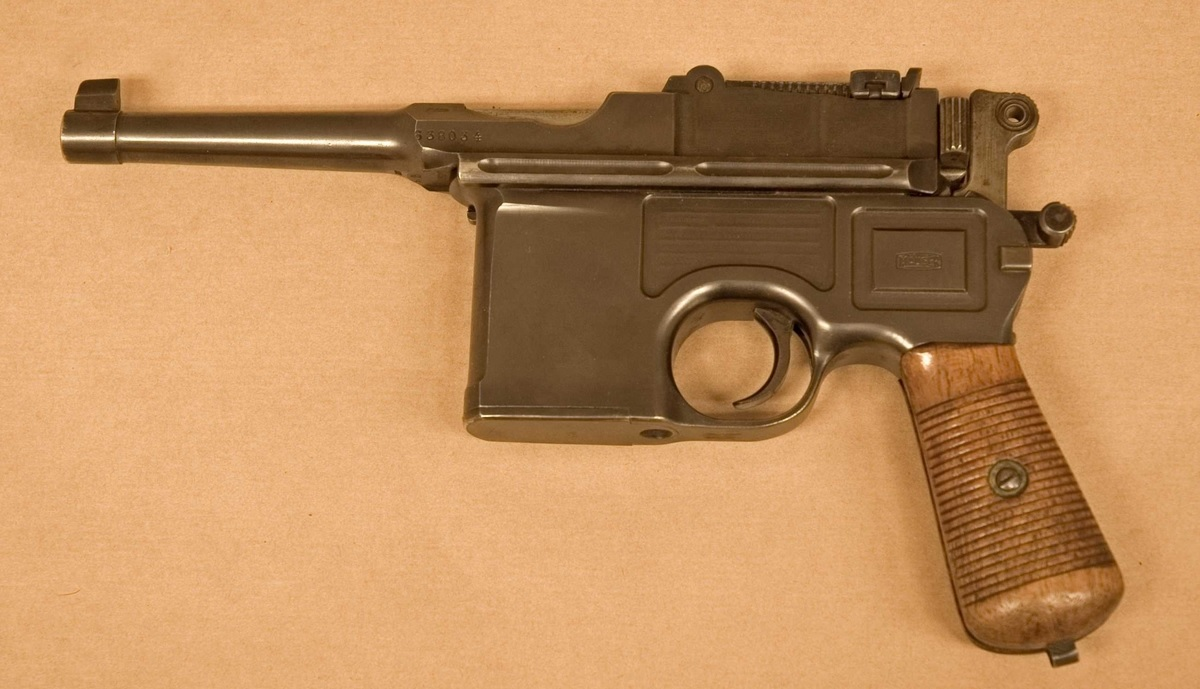
Самозарядний пістолет Mauser C96

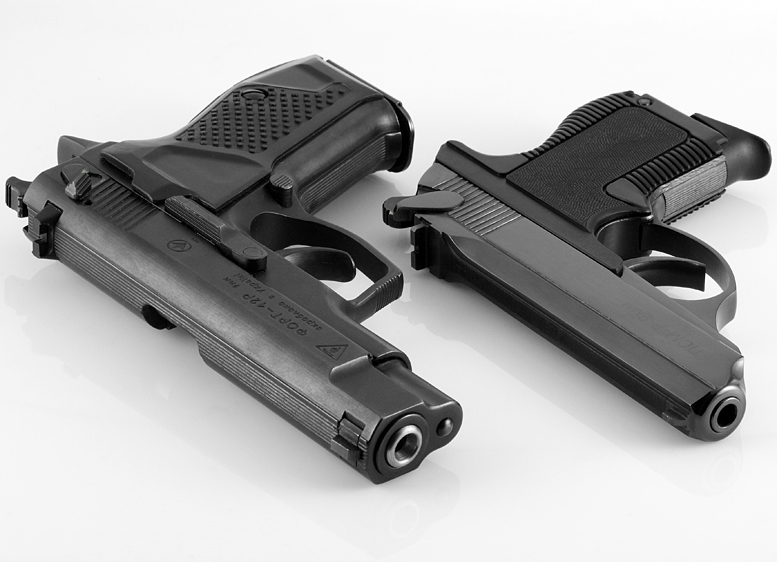
Травматичні пістолети Форт-12Р та ПСМ-Р

У середині XIX ст. з'являються перші багатозарядні пістолети з обоймою, що використовували гільзові набої. Один з варіантів був відомий як «пістолет-гармоніка» (англ. harmonica gun): завдяки поперечно розташованій обоймі, схожій на губну гармошку. Механізм подачі набоїв розрізнявся в різних зразках цієї зброї, але він був ручним, тому такі пістолети не відносять до самозарядних, що були сконструйовані пізніше.
Розробка самозарядної зброї почалася в 1880-х роках, а в 1892 було створено перший самозарядний пістолет — Schönberger-Laumann. У 1896 Пауль Маузер представив першу модель найбільш відомого самозарядного пістолета «Маузер» — Mauser C96. Це був перший серійний пістолет, який мав великий попит на цивільному ринку, він був споряджений магазинами на 10 чи 20 набоїв. У 1896 р. Дж. Браунінг розробив Browning M1900, де магазин розміщався всередині руків'я — компонування, що стало класичним для самозарядних пістолетів. У 1898 р. прусським конструктором Андреасом Вільгельмом Шварцлозе створено Schwarzlose модель 1898, який відрізнявся від пістолета Браунінга кутом розташування руків'я.
Подальше вдосконалювання самозарядної короткоствольної зброї привело до створення автоматичних пістолетів і пістолетів-кулеметів.

## Сучасність

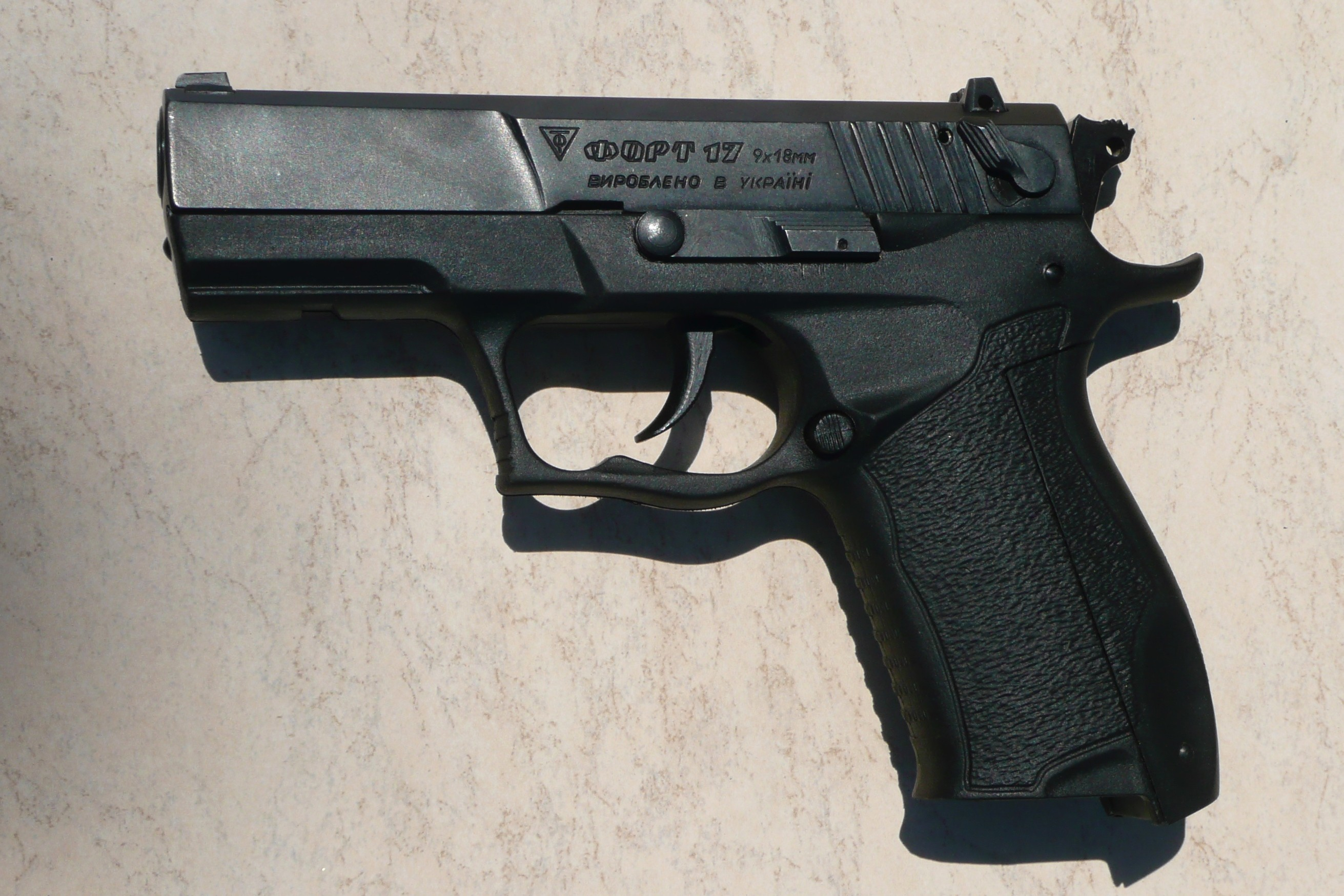
Форт-17

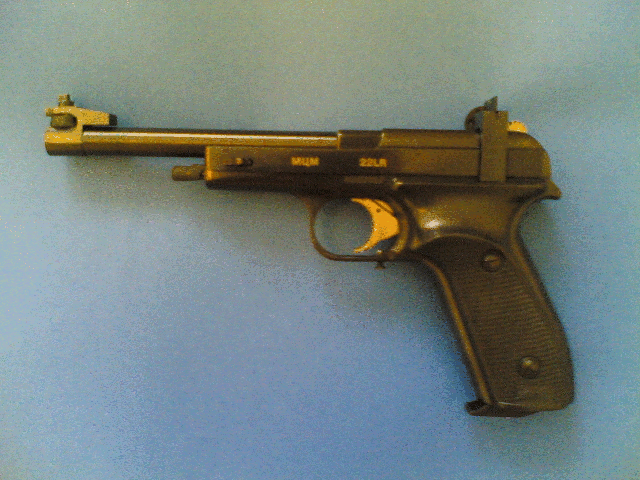
Спортивно-цільовий самозарядний Пістолет Марголіна (МЦ)

У сучасних силових структурах використовуються самозарядні й автоматичні пістолети, а також пістолети-кулемети. Для цивільного населення існують моделі газових і травматичних пістолетів.